# Bad Eggs
Bad Eggs es el decimosegundo episodio de la segunda temporada de Buffy the Vampire Slayer. La narración sigue a Buffy y a la pandilla que como proyecto de ciencias tiene que cuidar de un huevo y cuidarlo como si fuera su hijo junto a un compañero. Lo que no saben es que no están cuidando a huevos de gallina. 

## Argumento
Buffy sigue a un vampiro vaquero hasta el centro comercial. Luego regresa a casa con su madre, quien está decepcionada por la falta de responsabilidad de su hija. Al día siguiente, en la clase de ciencias, los estudiantes tienen que cuidar un huevo como si fuera su hijo, para enseñarles la responsabilidad de ser padres. Giles le advierte a Buffy acerca del vampiro: él y su hermano, los Gorches, son vampiros vaqueros, pero no está seguro de por qué han aparecido en Sunnydale.
Por la noche, mientras duerme en casa, del huevo sale una criatura parecida a un escorpión y la ataca, pero consigue destruirlo. Llama a Willow para contarle lo que sucedido pero ésta le dice que su huevo está bien y no hay nada por lo que preocuparse. Cuando más tarde se disponen a realizar la autopsia a uno de los huevos, Willow y Cordelia golpean a Buffy y Xander y los encierran en un armario de la escuela. Ellas dos y un grupo de maestros y estudiantes que parecen zombis bajan a los sótanos del instituto con palas y hachas. 
Joyce es poseída cuando va a la escuela a por su hija y habla con Giles, quien le coloca la criatura en la espalda. Cuando Buffy y Xander despiertan, encuentran un libro que explica lo que sucede: hay una criatura en los cimientos del edificio llamada Bazor, cuyos hijos se apoderan de los humanos y toman control de sus funciones motoras. Siguen a los estudiantes poseídos y descubren a Willow, Cordelia, Giles, Joyce y un grupo de personas sacando huevos de un gigantesco parásito prehistórico. 
Cuando Buffy busca un arma para destruir a la gran madre Bazor, aparecen los hermanos Gorches. Uno de ellos es devorado por la criatura y entonces uno de los brazos del monstruo derriba a Buffy. De pronto todas las crías se caen de los humanos. De alguna forma Buffy emerge victoriosa y el hermano que queda de los Gorches huye. Algo aturdido, Giles le dice a los estudiantes que hubo una fuga de gas. Joyce castiga a su hija por no haberla esperado a no salir de su cuarto, lo que no impide que Buffy y Ángel se vean.

## Reparto

### Personajes principales
- Sarah Michelle Gellar como Buffy Summers.
- Nicholas Brendon como Xander Harris.
- Alyson Hannigan como Willow Rosenberg.
- Charisma Carpenter como Cordelia Chase.
- David Boreanaz como Ángel.
- Anthony Stewart Head como Rupert Giles.

### Apariciones especiales
- Kristine Sutherland como Joyce Summers.
- Jeremy Ratchford como Lyle Gorch.
- James Parks como Tector Gorch.
- Rick Zieff como Mr. Whitmore

### Personajes secundarios
- Danny Strong como Jonathan Levinson.
- Brie McCaddin como Chica guapa.
- Eric Whitmore como Vigilante nocturno.

## Producción